# Меморіальний будинок Матері Терези

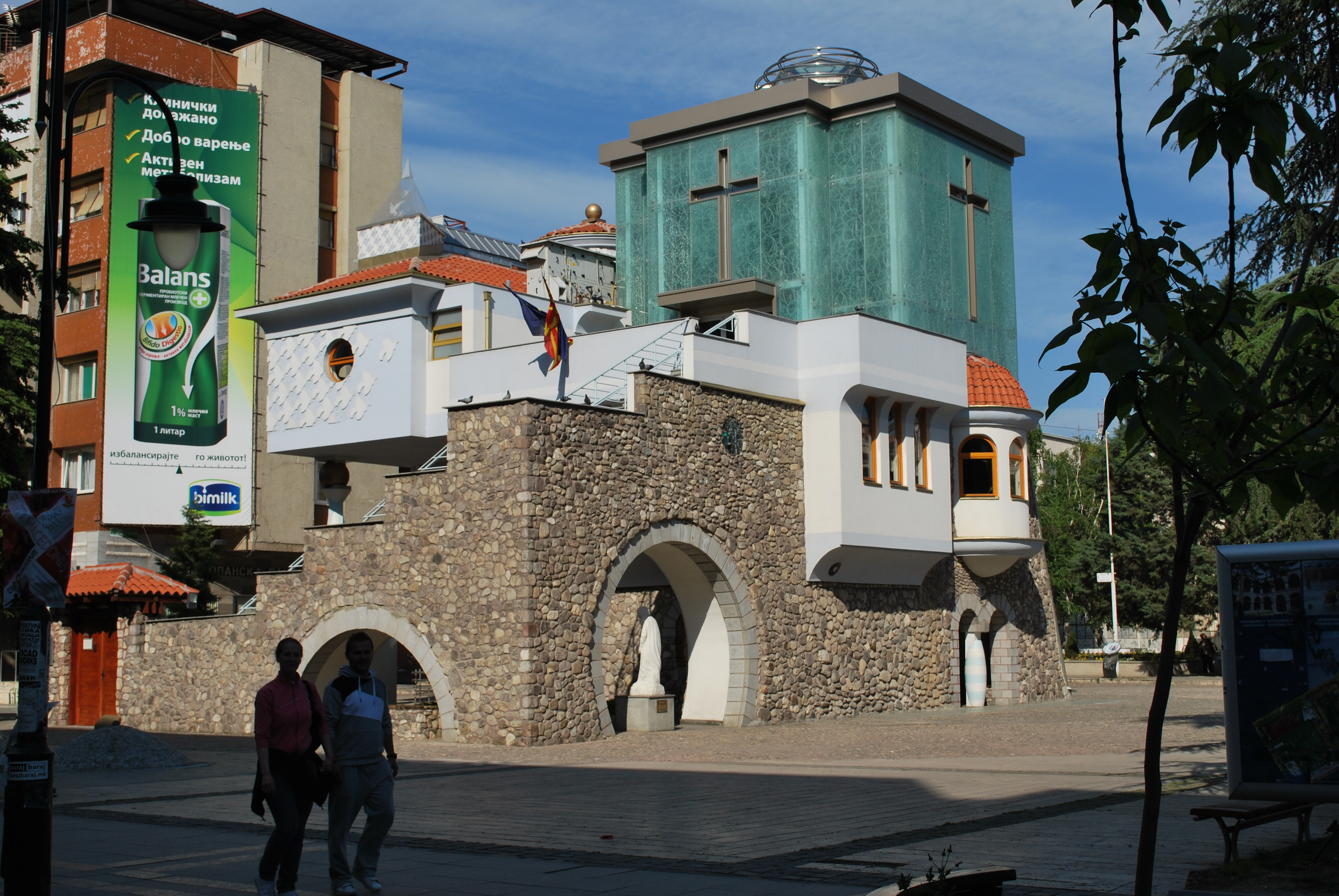
Меморіальний будинок Матері Терези

Меморіальний будинок Матері Тере́зи (мак. Спомен-куќа на Мајка Тереза) — будинок-музей у місті Скоп'є, який присвячений пам'яті Матері Терези, що народилась тут. Меморіальний будинок побудовано на місці, де раніше знаходилась римо-католицька церква Найсвятішого Серця Ісусового, де Мати Тереза була охрещена. Територіально знаходиться в общині Центр.

## Відкриття
Меморіальний будинок відкрито 30 січня 2009 року прем'єр-міністром Македонії Ніколою Ґруєвскі. На церемонії відкриття були присутні члени Католицької церкви в Македонії, Македонської православної церкви та іноземних делегацій. Вартість будівництва становила 2 млн євро.

## Галерея
У галереї музею відтворено інтер'єр міського будинку в Македонії початку XX століття.
В експозиції представлені фотографії, документи та експонати, за якими можна простежити життєвий шлях матері Терези, починаючи від її дитячих років у Скоп'є, через роки, що вона провела як місіонер милосердя, аж до її смерті і канонізації. У галереї також представлена велика кількість фотографій, які зображують гуманітарну діяльність матері Терези та її сестер.
Музей дуже пишається численними документами, які є авторськими копіями, що подаровані центром матері Терези в місті Тіхуана, Мексика. Меморіальний будинок матері Терези є єдиним місцем у світі, де ці документи є частиною постійної експозиції музею. Серед найбільш важливих документів, пов'язаних з Матір'ю Терезою, якими володіє музей, можна виокремити: її свідоцтво про народження, видане католицькою церквою «Найсвятішого Серця Ісуса» в 1928 році, її сарі, її рукописний молитовник, чотки і хрест, а також
декілька нагород, що Мати Тереза здобула протягом усього її життя.

## Каплиця
Над галереєю розміщена невелика каплиця, де католицькі священники двічі на тиждень проводять богослужіння. На почесних месах, пов'язаних з важливими датами життя Матері Терези використовують її реліквії.

## Амфітеатр
Підвальну частину музею виконано у вигляді мультимедійного центру, в якому проводяться різні заходи, акції, виставки, освітні проєкти, пов'язані з життям і гуманітарною діяльністю матері Терези.